# Esther Morales
Esther Morales Ayma de Willacarani (n. 13 noiembrie 1949, Orinoca⁠(d), Oruro, Bolivia – d. 16 august 2020, Oruro, Bolivia) a fost o băcăneasă, femeie de afaceri și figură publică boliviană. În 2006, a primit rolul de Primă Doamnă a Boliviei din partea fratelei ei mai mic, la acea vreme Președinte al Boliviei, Evo Morales, care era necăsătorit.

## Biografie
Morales s-a născut în Orinoca, departamentul Oruro, pe 13 noiembrie 1949, într-o familie indigenă Aymara. Unul dintre cei șapte copii ai lui Dionisio Morales Choque și Maria Ayma Mamani, doar Esther și doi dintre frații ei, Evo și Hugo, au supraviețuit copilăriei. Inițial, numele său trebuia să fie „Estefanía Morales”, dar tatăl ei a decis să o numească Esther în ultima clipă. (De asemenea, fratele ei, Evo Morales, ar fi trebuit să primească numele „Evaristo” înainte ca tatăl să se răzgândească.)
Familia sa lucra în agricultură și Morales și-a petrecut tinerețea la ferma de lame. Esther Morales, care a trebuit să părăsească școala pe când avea doar 8 ani, a fost responsabilă și pentru creșterea fraților mai mici, inclusiv Evo, atunci când mama lor a murit. Mult mai târziu, Președintele Evo Morales a declarat că o considera ca pe propria lui mamă.
În decembrie 2005, fratele ei, Evo Morales, a fost ales președinte al Boliviei. Președintele Evo Morales a fost necăsătorit pe parcursul președinției sale și astfel au apărut întrebări cu privire la rolul de primă doamnă a Boliviei, sau echivalentul acestuia. La scurt timp înainte de inaugurarea din 2006, Morales a declarat că "la primera dama es Bolivia", („prima doamnă este Bolivia”), atunci când a fost întrebat despre acest rol în timpul unei vizite la Chapare. Totuși, în ianuarie 2006, el a anunțat că sora lui mai mare, Esther Morales, care încă lucra în mica sa băcănie, își va asuma rolul de Primă Doamnă a Boliviei pentru funcțiile oficiale și protocolul.
În noiembrie 2019, în timpul crizei politice din Bolivia, care a dus la exilul Președintelui Evo Morales, demonstranții au dat foc casei și magazinului lui Esther Morales din Oruro. Esther Morales a fugit și ea din țară după demisia pfratelui său pe 10 noiembrie 2019. Pentru scurt timp s-a aflat în Mexic, înainte de a se întoarce în Bolivia.
În luna august 2020, Morales a început să prezinte simptome de COVID-19, printre care dificultăți de respirație. Ea a fost inițial tratată în unitatea de urgențe de la Spitalul General San Juan de Dios, dar nu a fost internată din cauza lipsei de paturi în secția de terapie intensivă. Rudele au încercat fără succes să o interneze la mai multe clinici și spitale private, dar, potrivit surselor, nu au putut ajunge fizic la aceste unități din cauza blocajelor și tulburărilor politice în regiune. Pe 9 august 2020, Morales, care suferea de probleme de sănătate pre-existente, a fost internată în cele din urmă în secția de terapie intensivă a Spitalului Oruro Corea, un spital public, pentru tratamentul COVID-19, dar starea ei a continuat să se deterioreze. Ea a suferit complicații severe asociate coronavirusului, printre care insuficiență respiratorie, insuficiență renală, șoc septic și sepsis.
Esther Morales a murit din cauza complicațiilor COVID-19 duminică, 16 august 2020, la spitalul Oruro, la vârsta de 70 de ani. I-au supraviețuit soțul, Ponciano Willcarani, și cei trei fii ai lor, Ademar, Marcelo și Roger. Morales a fost înhumată în orașul ei natal, Orinoca.